# Calodipoena dumoga
Calodipoena dumoga es una especie de arañas araneomorfas de la familia Mysmenidae.

## Distribución geográfica
Es endémica del norte de Célebes (Indonesia).